# Cal di Canale
Cal di Canale (in sloveno Kal nad Kanalom, in tedesco Cau, desueto) è un insediamento (naselje) di Canale d'Isonzo sull'Altopiano della Bainsizza a 680 m d'altezza. Il paese dista 25 km da Nova Gorica e 15 da Canale d'Isonzo.

## Geografia fisica
La frazione è bagnata dal torrente Avšček.

## Storia
Il centro abitato apparteneva storicamente alla Contea di Gorizia e Gradisca, come comune autonomo; era noto con il toponimo sloveno di Kal.
Dopo la prima guerra mondiale passò, come tutta la Venezia Giulia, al Regno d'Italia; il toponimo venne italianizzato in Cal di Canale e il comune venne inserito nel circondario di Gorizia della provincia del Friuli. Nel 1927 passò alla nuova provincia di Gorizia. Come già in epoca asburgica, il comune oltre al capoluogo e ai vicini centri abitati di Zabido/Zaberdo (Zabrdo) e Coprischie/Coprisca (Koprivisče), comprendeva anche la frazioni di Leupa/Pieve di Leupa (Levpa), con i centri di Bisiachi (Bizjaki), Senica, Saverga (Zavrh) e Mesniaco (Mešnjak); e la frazione di Lom di Canale (Kanalski Lom), con i centri di Loga e Strana.
Dopo la seconda guerra mondiale il territorio passò alla Jugoslavia; attualmente Cal (tornata ufficialmente Kal) è frazione del comune di Canale d'Isonzo, mentre l'ex frazione di Kanalski Lom è frazione del comune di Tolmino.

## Monumenti e luoghi d'interesse
Nel paese si trova la chiesa parrocchiale del 1892.

Vicino al paese si trova il baratro Na Levpi, la grotta carsica con la parete verticale più alta di tutta la Slovenia.

## Geografia antropica
L'insediamento è formato dagli agglomerati: Lipice, Dol, Cvetrež, Coprisca (Koprivisče), Hum, Zabrdo, Kačja Draga, Okroglo, Brezovo, Gomilnica, Žable, Ilovica, Bukovci, Bahovšče, Murovci, Petrovti.

## Società

### Evoluzione demografica
Abitanti censiti